# Ådö (Kumlinge, Åland)
Ådö med Ådö grundet är en ö i Åland (Finland). Den ligger i Skärgårdshavet och i kommunen Kumlinge i landskapet Åland, i den sydvästra delen av landet. Ön ligger omkring 45 kilometer öster om Mariehamn och omkring 230 kilometer väster om Helsingfors.
Öns area är 83,4 hektar och dess största längd är 1,8 kilometer i nord-sydlig riktning. Ön höjer sig omkring 20 meter över havsytan.

## Delöar och uddar
- Ådö 60°14′52″N 20°42′35″Ö / 60.2478°N 20.70979°Ö
- Ådö grundet 60°15′21″N 20°42′47″Ö / 60.2557°N 20.71306°Ö